# Gran Mezquita Al-Fateh
La Mezquita Al-Fateh (también conocida como Centro Islámico Al-Fateh y Gran Mezquita Al Fateh) (en árabe: مسجد الفاتح‎; transliteración: Masjid al-Fatih) es una de las mezquitas más grandes del mundo, abarcando 6500 metros cuadrados y con una capacidad de más de 7000 fieles. La mezquita fue construida por el difunto Sheikh Isa ibn Salman Al Khalifa en 1987 y llamada en honor a Ahmed Al Fateh, conquistador de Baréin. En 2006, Al-Fateh se convirtió en la sede de la Biblioteca Nacional de Baréin.

## Estructura
La mezquita es el lugar de culto más grande de Baréin. Está situado cerca de la Autopista Rey Faisal en Juffair, una localidad situada en la capital, Manama. La gran cúpula de cima de la mezquita está construida íntegramente de fibra de vidrio. Pesa más de 60 toneladas y es la cúpula de fibra de vidrio más grande del mundo. El mármol usado en los suelos es italiano, y la lámpara de araña es de Austria. Las puertas están hechas de madera de teca de la India. Por toda la mezquita hay escritos caligráficos en un estilo muy antiguo llamado cúfico.

## Biblioteca
La biblioteca del Centro Islámico Ahmed Al-Fateh tiene unos 7000 libros, algunos de 100 años de antigüedad o más, entre los que se encuentran copias de los libros de las enseñanzas de Mahoma (los libros de Hadiz), la Enciclopedia Árabe Global, la Enciclopedia de Jurisprudencia Islámica, revistas Al-Azhar impresas hace más de cien años, así como muchos periódicos y revistas.

## Turismo
Aparte de ser un lugar de culto, la mezquita es una de las atracciones turísticas más importantes de Baréin. Está abierta de las 9:00 a las 17:00 y se realizan visitas en varios idiomas, como español, inglés, francés y ruso. La mezquita está cerrada a visitantes y turistas todos los viernes y otras festividades.

## Galería de imágenes

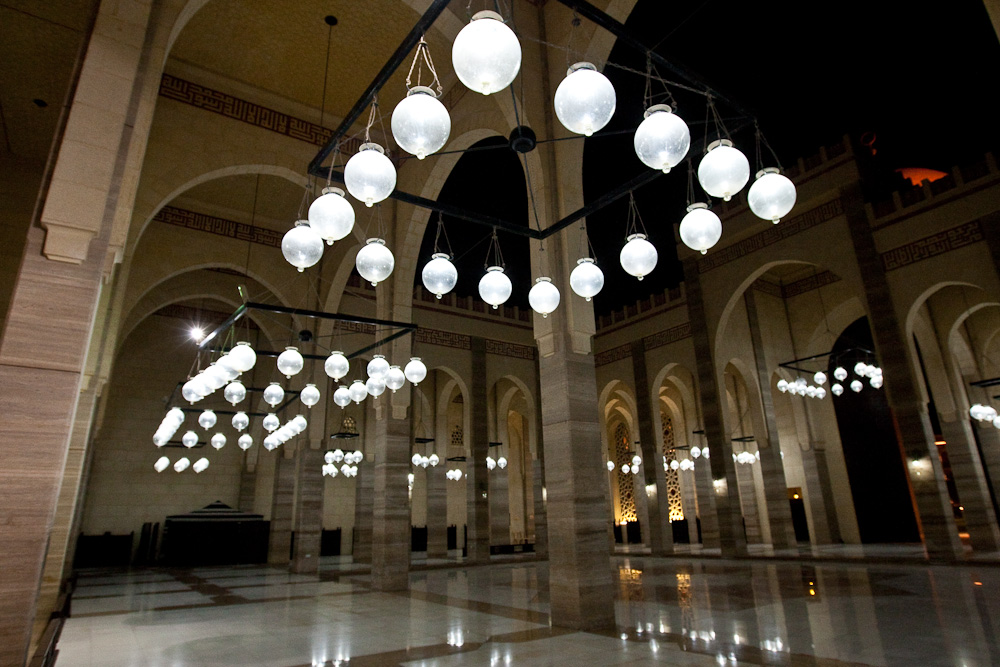
El interior de la mezquita.
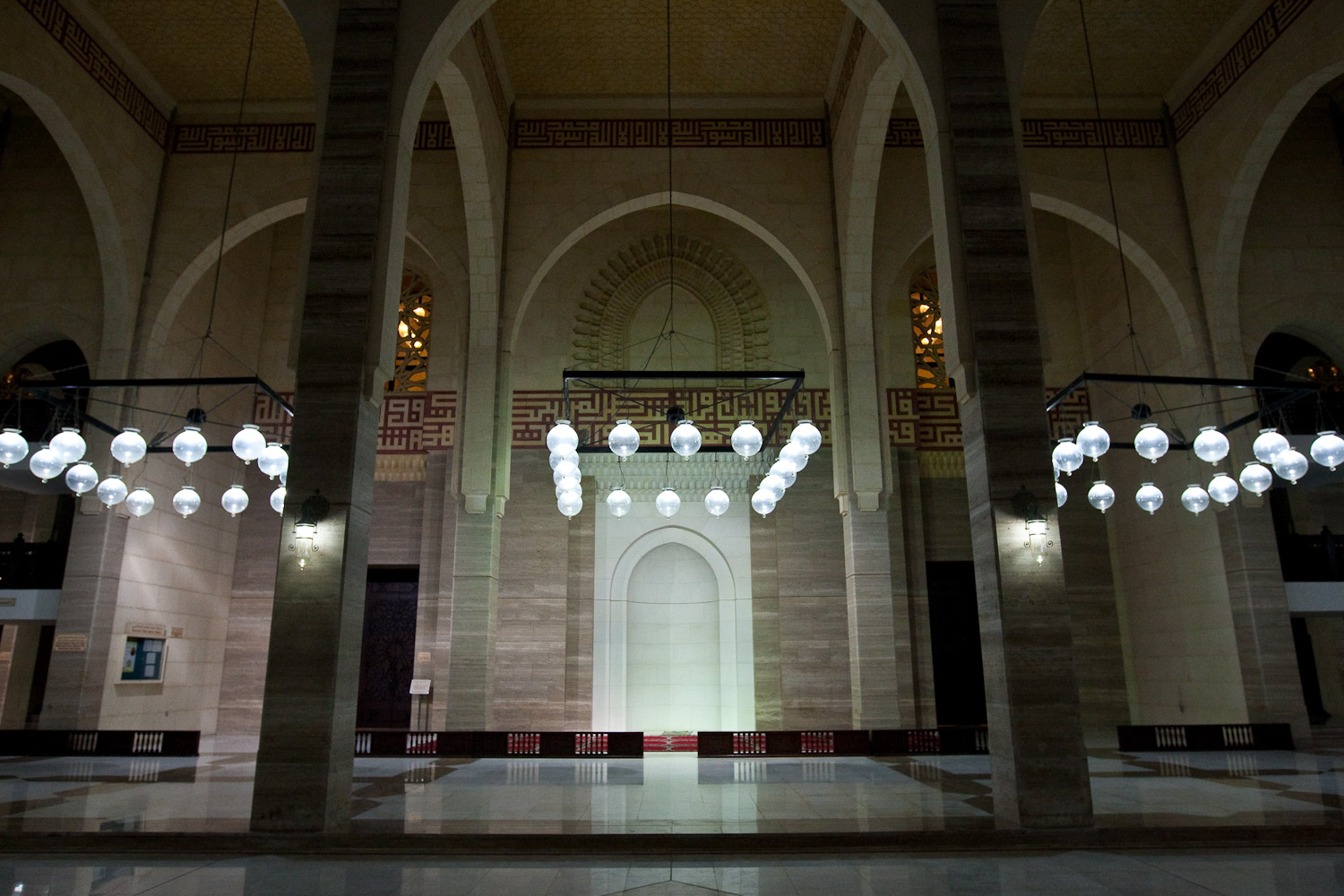
Otra parte del interior.